# US Open 2025/Mixed
Das Mixed der US Open 2025 ist ein Tenniswettbewerb in New York City.
Titelverteidiger sind das italienische Doppel Sara Errani und Andrea Vavassori, die den Titel durch einen Zweisatzsieg über das amerikanische Mixed Taylor Townsend und Donald Young errungen haben, mit 7:6 und 7:5. Nachdem die Titelverteidiger nicht über ein entsprechendes Ranking verfügen, erhielten sie eine Wildcard, um am Mixed-Turnier 2025 teilnehmen zu dürfen.

## Modus
Am 19. und 20. August 2025 wird das Mixed-Turnier durchgeführt, das damit in die vorgeschaltete „Fan Week“ fällt. Die Matches werden im Arthur Ashe Stadium und Louis Armstrong Stadium durchgeführt. Das Teilnehmerfeld wurde von 32 auf 16 Teams reduziert. Ebenfalls geändert wird die Dauer der Matches, ein Satz wird lediglich bis vier gespielt – bei einem 4:4 kommt es zum Tie-Break, bei Satzgleichstand zum Match-Tie-Break. Es gilt die No-Ad-Regel, die besagt, dass bei Einstand (40:40) ein Entscheidungsball gespielt wird, dabei serviert immer Mann auf Mann und Frau auf Frau. Ausnahme ist das Finale, wo auf zwei herkömmliche Gewinnsätze gespielt wird, jedoch gegebenenfalls ein Match-Tiebreak als Entscheidungssatz bei Satzgleichstand.
Das Hauptfeld von 16 Paarungen enthält acht gesetzte Paarungen und acht Paarungen, die eine Wildcard erhalten. Acht Paarungen, die am 28. Juli 2025 über das höchste kombinierte Einzel-Ranking verfügen, kommen direkt ins Mixed-Hauptfeld. Dabei werden die Einzelrankings des Paares addiert. Bis Meldeschluss hatten sich 26 Teams angemeldet.
Das neue Format sorgte für heftige Kritik seitens vieler Spieler. Das Mixed würde degradiert, es würde Doppelspezialisten benachteiligen, die verkürzte Spieldauer mache das Turnier zu einem Glücksspiel, das verkleinerte Teilnehmerfeld würde Spieler ausschließen, das Mixed würde zu einem reinen Showturnier abgewertet und die Vergabe der Wildcards wäre reine Willkür, die nur auf Geschäftsinteressen basiert. Man wolle dadurch insbesondere die Zuschauerzahlen in der Qualifikationswoche, die Fanweek genannt wird, erhöhen. Lew Sherr, Geschäftsführer der United States Tennis Association (USTA), hält dem entgegen, „man würde dadurch das Mixed-Turnier auf die Hauptbühne verlegen, wodurch mehr Fans auf der Welt ihre Stars im Rennen um den Grand-Slam-Titel verfolgen könnten“.
Der Beginn der Mixed-Wettbewerbe ist am 19. August für 11 Uhr Ortszeit (17 Uhr MESZ) und für das Halbfinale am 20. August für 19 Uhr Ortszeit (1 Uhr MESZ am 21. August), gefolgt vom Finale, angesetzt.
Das Preisgeld für die Sieger wurde gegenüber dem Vorjahr von 200.000 $ auf 1.000.000 $ erhöht.
Im Mixed werden keine Weltranglisten geführt.

## Zeitplan
Am 19. und 20. August 2025 wird das Mixed-Turnier durchgeführt.
| Tag            | Turnier                      |
| -------------- | ---------------------------- |
| Di. 19. August | Mixed, 1. und 2. Runde       |
| Mi. 20. August | Mixed, Semifinale und Finale |

|                          | Sieg      | Finale  | Halbfinale | Viertelfinale | Erste Runde |
| Preisgeld (in US-Dollar) | 1.000.000 | 400.000 | 200.000    | 100.000       | 20.000      |

| Nr. | Paarung                                    | Erreichte Runde |
| --- | ------------------------------------------ | --------------- |
| 01. | Jessica Pegula (4) Jack Draper (5) 0 Σ 9   |                 |
| 02. | Iga Świątek (3) Casper Ruud (13)0 Σ 16     |                 |
| 03. | Jelena Rybakina (12) Taylor Fritz (4)0Σ 16 |                 |
| 04. | Amanda Anisimova (7) Holger Rune (9)0Σ 16  |                 |

| Nr. | Paarung                                          | Erreichte Runde |
| --- | ------------------------------------------------ | --------------- |
| 05. | Belinda Bencic (PR15*) Alexander Zverev {3) Σ 18 |                 |
| 06. | Mirra Andrejewa (5) Daniil Medwedew (14) Σ 19    |                 |
| 07. | Jasmine Paolini (9) Lorenzo Musetti (19)0 Σ 28   |                 |
| 08. | TBD                                              |                 |

| Nr. | Paarung                                    | Erreichte Runde |
| --- | ------------------------------------------ | --------------- |
| 01. | Jessica Pegula (4) Jack Draper (5) 0 Σ 9   |                 |
| 02. | Iga Świątek (3) Casper Ruud (13)0 Σ 16     |                 |
| 03. | Jelena Rybakina (12) Taylor Fritz (4)0Σ 16 |                 |
| 04. | Amanda Anisimova (7) Holger Rune (9)0Σ 16  |                 |

| Nr. | Paarung                                          | Erreichte Runde |
| --- | ------------------------------------------------ | --------------- |
| 05. | Belinda Bencic (PR15*) Alexander Zverev {3) Σ 18 |                 |
| 06. | Mirra Andrejewa (5) Daniil Medwedew (14) Σ 19    |                 |
| 07. | Jasmine Paolini (9) Lorenzo Musetti (19)0 Σ 28   |                 |
| 08. | TBD                                              |                 |

| Wildcard                                   | Wildcard                                  |
| ------------------------------------------ | ----------------------------------------- |
| Emma Raducanu (39) Carlos Alcaraz (2) Σ 41 | Madison Keys (6) Frances Tiafoe (14) Σ 20 |
| Olga Danilović (43) Novak Đoković (7) Σ 50 | Taylor Townsend (75) Ben Shelton (6) Σ 81 |
| Sara Errani (290) Andrea Vavassori (309)   | TBD                                       |
| Venus Williams (577) Reilly Opelka (73)    | TBD                                       |

| Weitere gemeldete Paarungen                    | Weitere gemeldete Paarungen                             |
| ---------------------------------------------- | ------------------------------------------------------- |
| Karolína Muchová (14) Andrei Rubljow (11) Σ 25 | Katie Boulter (50) Alex de Minaur (8) Σ 58              |
| Naomi Ōsaka (25) Nick Kyrgios (PR21) Σ 46      | Gabriela Dabrowski (13) Félix Auger-Aliassime (28) Σ 41 |
| Iva Jovic (-) Jenson Brooksby (102)            | Kateřina Siniaková (73) Marcelo Arévalo (-)             |
| Demi Schuurs (18) Tallon Griekspoor (31) Σ 49  | Hsieh Su-wei (23) Jan Zieliński (-)                     |
| Desirae Krawczyk (-) Evan King (1461)          |                                                         |

|  | Erste Runde | Erste Runde | Erste Runde | Erste Runde | Erste Runde |  |  | Viertelfinale | Viertelfinale | Viertelfinale | Viertelfinale | Viertelfinale |  |  | Halbfinale | Halbfinale | Halbfinale | Halbfinale | Halbfinale |  |  | Finale | Finale | Finale | Finale | Finale |
|  |             |             |             |             |             |  |  |               |               |               |               |               |  |  |            |            |            |            |            |  |  |        |        |        |        |        |
|  |             |             |             |             |             |  |  |               |               |               |               |               |  |  |            |            |            |            |            |  |  |        |        |        |        |        |
|  |             |             |             |             |             |  |  |               |               |               |               |               |  |  |            |            |            |            |            |  |  |        |        |        |        |        |
|  |             |             |             |             |             |  |  |               |               |               |               |               |  |  |            |            |            |            |            |  |  |        |        |        |        |        |
|  |             |             |             |             |             |  |  |               |               |               |               |               |  |  |            |            |            |            |            |  |  |        |        |        |        |        |
|  |             |             |             |             |             |  |  |               |               |               |               |               |  |  |            |            |            |            |            |  |  |        |        |        |        |        |
|  |             |             |             |             |             |  |  |               |               |               |               |               |  |  |            |            |            |            |            |  |  |        |        |        |        |        |
|  |             |             |             |             |             |  |  |               |               |               |               |               |  |  |            |            |            |            |            |  |  |        |        |        |        |        |
|  |             |             |             |             |             |  |  |               |               |               |               |               |  |  |            |            |            |            |            |  |  |        |        |        |        |        |
|  |             |             |             |             |             |  |  |               |               |               |               |               |  |  |            |            |            |            |            |  |  |        |        |        |        |        |
|  |             |             |             |             |             |  |  |               |               |               |               |               |  |  |            |            |            |            |            |  |  |        |        |        |        |        |
|  |             |             |             |             |             |  |  |               |               |               |               |               |  |  |            |            |            |            |            |  |  |        |        |        |        |        |
|  |             |             |             |             |             |  |  |               |               |               |               |               |  |  |            |            |            |            |            |  |  |        |        |        |        |        |
|  |             |             |             |             |             |  |  |               |               |               |               |               |  |  |            |            |            |            |            |  |  |        |        |        |        |        |
|  |             |             |             |             |             |  |  |               |               |               |               |               |  |  |            |            |            |            |            |  |  |        |        |        |        |        |
|  |             |             |             |             |             |  |  |               |               |               |               |               |  |  |            |            |            |            |            |  |  |        |        |        |        |        |
|  |             |             |             |             |             |  |  |               |               |               |               |               |  |  |            |            |            |            |            |  |  |        |        |        |        |        |